# ボリス・ベッカー
ボリス・ベッカー（Boris Becker、1967年11月22日 - ）は、旧西ドイツ・ライメン出身の元男子プロテニス選手。プロ・ポーカー・プレーヤー。2歳年下のシュテフィ・グラフとともに、ドイツのテニス界の黄金時代を築いたスター選手だった。4大大会通算「6勝」を挙げる。ATPツアーでは、シングルスで4大大会6勝を含む49勝、ダブルスで15勝を挙げた。自己最高ランキングはシングルス1位、ダブルス6位。フルネームは Boris Franz Becker （ボリス・フランツ・ベッカー）という。
2008年よりプロのポーカー・プレーヤーとしてのキャリアをスタートさせた。またオンライン・ポーカーを運営する会社と既にスポンサー契約を結んでいる。

## プレースタイル
オープンスタンスから放たれる強烈なサーブは「ブンブン・サーブ（boom boom serve、「boom boom」は大砲の爆撃音を表す）」という愛称で呼ばれたビッグサーバーである。ただし、サーブの名付け親とされる坂井利郎が本人に了解を求めたところ、「東京の大会で初めて試したので、＜東京サーブ＞と呼んでほしい」との返答だったという。

## キャリア
1984年にプロ転向。
1985年、ウィンブルドン選手権にて、大会史上最年少の「17歳7ヶ月」で初優勝を飾る。世界ランキング38位のノーシードから勝ち上がり、決勝で南アフリカのケビン・カレンを 6-3, 6-7, 7-6, 6-4 で破った。敗れたカレンはコナーズ、マッケンローらを破って勝ち上がったが最後は17歳の新鋭の前に屈した。翌1986年にも同選手権で決勝に進み、悲願の初優勝を目指したナンバー1のイワン・レンドルを破り、18歳で大会2連覇を達成。1987年はまさかの2回戦敗退に終わったが、1988年から1991年にかけて4年連続で同選手権の決勝に進出する。そのうち1988年から1990年までは3年連続でステファン・エドベリと決勝で対戦した。1989年はエドベリを破って優勝を果たしたが、1988年と1990年には敗れている。1991年には、テニス4大大会史上初の「ドイツ対決の決勝」をミヒャエル・シュティヒと戦ったが、1歳年下のシュティヒにストレートで敗れ、3度目の準優勝となった。
その後もウィンブルドンでは1995年に準優勝(決勝でピート・サンプラスに敗退)するなど好成績を出し続け、ウィンブルドンでは通算71勝(12敗)を挙げた。
ベッカーはダブルスでも通算15勝を挙げたが、その中には1992年バルセロナ五輪の男子ダブルスで、ドイツ代表選手としてミヒャエル・シュティヒとペアを組んだ金メダルも含まれている。
ベッカーはウィンブルドン選手権で3度の優勝、4度の準優勝など大活躍し、ウィンブルドン71勝はコナーズ・フェデラーの84勝に次ぐ歴代3位の記録である。
ベッカーは1989年にウィンブルドンに続いて全米を制し、初めてウィンブルドン以外のグランドスラムタイトルを獲得した。
その後1991年には全豪オープンでも初優勝を果たし、キャリア終盤の1996年には2度目の全豪制覇を成し遂げている。1996年の全豪決勝では、ベッカーと同じく17歳でグランドスラム初優勝を果たしたマイケル・チャンと好勝負を繰り広げた。
ベッカーの全仏オープンの最高成績はベスト4である(1987年・1989年・1991年)。
ベッカーは全仏を筆頭にクレーコートでは1つもタイトルを獲得できなかった。
年間最終戦でも長く活躍し、3度の優勝、5度の準優勝を記録している。
ベッカーは多くの選手たちの間でも才能では1番と言う声は強かったが、要所で勝ち切れず世界ランク1位在位はわずか12週でライバルのエドベリの72週と比べずっと短い。
ウィンブルドンや年間最終戦などでも決勝には多く進出するが準優勝が多く、勝ち切れない面がよく出ている。
ボリス・ベッカーは1999年のウィンブルドン選手権4回戦でパトリック・ラフターに敗れ、現役引退を表明した。2003年に国際テニス殿堂入りを果たしている。
2013年12月18日、ノバク・ジョコビッチのコーチに就任することが発表されたが、2016年12月6日にジョコビッチのオフィシャルサイトにてコーチ契約解消が発表された。

## ライバル・エドベリ
ベッカーはよくステファン・エドベリとライバル関係として語られることが多い。
その最大の要因はウィンブルドン決勝で3年連続で対戦したことである。また、1991年の決勝ではシュティッヒと対戦したが、シュティッヒは準決勝でエドベリを4-6,7-6,7-6,7-6で破っている。この試合エドベリは1度もブレークされておらず、紙一重のところで4年連続の対戦が実現しなかったことになる。
なお、両者のグランドスラムでの対戦はこの3度以外では1度しかない。
この3年連続の対戦はエドベリの2勝1敗に終わった。また、世界ランク1位在位でもエドベリ72週に対し、ベッカーは12週にとどまっている。
このことから一見エドベリの方が優勢だったかに見えるが、実際にはこの両者の35度の対戦ではベッカーが25勝10敗と大勝している。
また、1位ではエドベリが長いが、トップ5やトップ10の在位週数はベッカーのほうが長い。
しかし、要所の対戦ではエドベリが勝っており、このことが両者のライバル関係を強調すると同時にここでもベッカーの要所での弱さが露見している。

## 記録
ウィンブルドン選手権最年少優勝「17歳7ヶ月」
世界ランキング1位の選手に勝利「19勝」
ラファエル・ナダルとタイ記録。
セット0–2 からの逆転勝利数「10回」
アーロン・クリックステイン、ロジャー・フェデラーとタイ記録。

## 4大大会優勝
- 全豪オープン：2勝（1991年、1996年）
- ウィンブルドン選手権：3勝（1985年、1986年、1989年）　［準優勝4度：1988年、1990年、1991年、1995年］
- 全米オープン：1勝（1989年）

| 年     | 大会           | 対戦相手             | 試合結果           |
| ------ | -------------- | -------------------- | ------------------ |
| 1985年 | ウィンブルドン | ケビン・カレン       | 6-3, 6-7, 7-6, 6-4 |
| 1986年 | ウィンブルドン | イワン・レンドル     | 6-4, 6-3, 7-5      |
| 1989年 | ウィンブルドン | ステファン・エドベリ | 6-0, 7-6, 6-4      |
| 1989年 | 全米オープン   | イワン・レンドル     | 7-6, 1-6, 6-3, 7-6 |
| 1991年 | 全豪オープン   | イワン・レンドル     | 1-6, 6-4, 6-4, 6-4 |
| 1996年 | 全豪オープン   | マイケル・チャン     | 6-2, 6-4, 2-6, 6-2 |

## 4大大会シングルス成績
略語の説明
| W | F | SF | QF | #R | RR | Q# | LQ | A | Z# | PO | G | S | B | NMS | P | NH |

W=優勝, F=準優勝, SF=ベスト4, QF=ベスト8, #R=#回戦敗退, RR=ラウンドロビン敗退, Q#=予選#回戦敗退, LQ=予選敗退, A=大会不参加, Z#=デビスカップ/BJKカップ地域ゾーン, PO=デビスカップ/BJKカッププレーオフ, G=オリンピック金メダル, S=オリンピック銀メダル, B=オリンピック銅メダル, NMS=マスターズシリーズから降格, P=開催延期, NH=開催なし.
| 大会           | 1984 | 1985 | 1986 | 1987 | 1988 | 1989 | 1990 | 1991 | 1992 | 1993 | 1994 | 1995 | 1996 | 1997 | 1998 | 1999 | 通算成績 |
| -------------- | ---- | ---- | ---- | ---- | ---- | ---- | ---- | ---- | ---- | ---- | ---- | ---- | ---- | ---- | ---- | ---- | -------- |
| 全豪オープン   | QF   | 2R   | -    | 4R   | A    | 4R   | QF   | W    | 3R   | 1R   | A    | 1R   | W    | 1R   | A    | A    | 29–9     |
| 全仏オープン   | A    | 2R   | QF   | SF   | 4R   | SF   | 1R   | SF   | A    | 2R   | A    | 3R   | A    | A    | A    | A    | 26–9     |
| ウィンブルドン | 3R   | W    | W    | 2R   | F    | W    | F    | F    | QF   | SF   | SF   | F    | 3R   | QF   | A    | 4R   | 71–12    |
| 全米オープン   | A    | 4R   | SF   | 4R   | 2R   | W    | SF   | 3R   | 4R   | 4R   | 1R   | SF   | A    | A    | A    | A    | 37–10    |

※: 1984・85・87年の全豪は96ドロー(1985・87年は1回戦Byeでの出場)である。

## 破産と訴訟
2015年10月に負債超過状態に陥り、ロンドンの破産裁判所に申し立てた負債支払い延期の要請が却下され、2017年6月21日午前11時23分に破産宣告された。破産手続きが進む中、2018年4月に中央アフリカ共和国のスポーツ・文化・人道担当大使に任命されたことを利用してイギリス高等法院に外交免除まで主張したが、中央アフリカ共和国によりベッカーの所持しているパスポートは偽物であると認定された。
結局、総額5000万ポンド（約68億円）にも及ぶとされる負債を返却するため、優勝トロフィーや記念品などを売却することとなり、2019年7月のオークションでは合計82点が総額68万7000ポンド（約9300万円）で落札された。しかし4大大会のトロフィー5個などは所在不明となっていたため、2018年1月には1992年バルセロナ五輪ダブルスの金メダルも含めた情報提供を呼びかけた。
ベッカーは本来売却して返済に充てるべきだった資産を引き渡さず資金・資産の情報開示を怠ったとして19の容疑で検察当局より訴追され、2020年9月24日にはウェストミンスター治安判事裁判所で行われた公判に出廷し無罪を主張。その後も訴追内容が追加され、同年10月22日はサザーク刑事法院での公判に出廷し、全ての容疑について無罪を主張した。
ベッカーはトロフィー9個やメダルなどの資産を引き渡さなかったほか、ドイツで所有していた車販売代理店を売却して得た113万ユーロ（約1億5000万円）の隠蔽、銀行口座への資金移動、ドイツやロンドンにて所有していた不動産、82万5000ユーロ（約1億900万円）にも及ぶ銀行ローンを申告をしていなかったなどの疑いをかけられ、2022年3月21日にロンドンのサザーク刑事法院で開始された裁判では言い逃れはしていないと主張している。4月7日、サザーク刑事法院はベッカーに対し財産開示不履行や債務隠しの2件など計4件について有罪判決を下したが、残り20件の罪状については無罪とした。4月29日に禁錮2年半の有罪判決が言い渡され収監された。服役中には自らに関連した報道記事をチェックしており、一部の記事については作り話であるとして弁護士に改善を申し入れている。12月15日に釈放され、ドイツに強制送還された。